# CR Beer

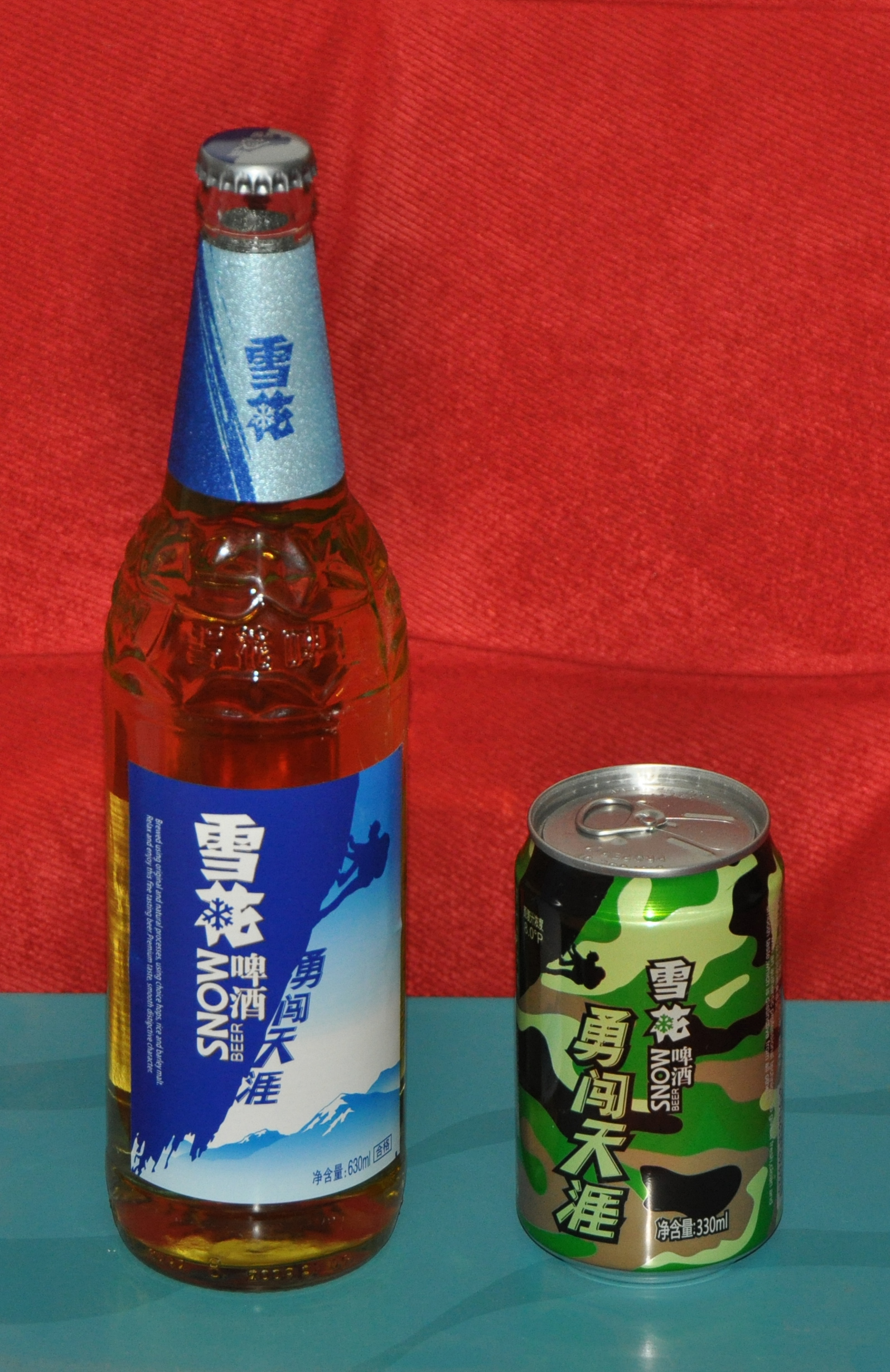
Snow bier in fles en blik

CR Beer (officieel China Resources Beer (Holdings) Company Ltd.) is een Chinese brouwerijgroep met hoofdkwartier in Peking. Het is de grootste bierbrouwer in China.

## Activiteiten
CR Beer is de grootste producent van bier in de Volksrepubliek China. Het had per jaareinde 2023 verspreid in het land 62 brouwerijen met een totale capaciteit van 191 miljoen hectoliter (hl). In 2023 werd 111 miljoen hl bier verkocht. De verkopen in het buitenland zijn minimaal. CR Beer telt 27.000 medewerkers die bijna allemaal in China actief zijn.
In 2016 was het marktleider in China met een marktaandeel van 25,6%. Tsingtao Brewery stond op de tweede plaats en had 17,2% van de markt in handen. De daaropvolgende drie waren AB Inbev (16,2%), Beijing Yanjing Brewery (9,3%) en Carlsberg (5,0%). Deze top 5 had bijna driekwart van de hele Chinese biermarkt in handen.

### Resultaten
De volumeverkopen zijn stabiel en liggen tussen de 110 en 120 miljoen hl per jaar. In 2023 was de verkoop van bier in het sub-premium en hoger segment zo'n 25 miljoen hl, een stijging van bijna 20% versus het jaar ervoor. Het verkoopvolume van Heineken, Snow Draft Beer, Lao Xue en Amstel steeg met meer dan 10%.
| Jaar | Omzet                | Nettoresultaat       | Productie (× miljoen hl) | Werknemers |
| Jaar | (× miljoen renminbi) | (× miljoen renminbi) | Productie (× miljoen hl) | Werknemers |
| ---- | -------------------- | -------------------- | ------------------------ | ---------- |
| 2015 | 27.959               | 667                  | 116,8                    | -          |
| 2016 | 28.694               | 629                  | 117,1                    | 58.200     |
| 2017 | 29.732               | 1175                 | 118,2                    | 52.000     |
| 2018 | 31.867               | 977                  | 111,3                    | 40.000     |
| 2019 | 33.190               | 1312                 | 114,3                    | 30.000     |
| 2020 | 31.448               | 2094                 | 111,0                    | 27.000     |
| 2021 | 33.387               | 4587                 | 111,1                    | -          |
| 2022 | 35.263               | 4344                 | 111,0                    | 23.000     |
| 2023 | 38.932               | 5153                 | 111,5                    | 27.000     |

## Geschiedenis
In 1992 werd China Resources Enterprise, Ltd (CRE) opgericht. Het was een van de eerste Chinese bedrijven met een beursnotering in Hongkong. In 1993 werd een joint venture opgericht, China Resources (Shenyang) Snowflake Brewery Co. Ltd., de eerste stap in de biermarkt. Een jaar later volgde een joint venture met de Zuid-Afrikaanse bierbrouwer SAB. CRE kocht ook andere activiteiten op het gebied van de detailhandel en voedingsmiddelen.
In 2005 werd Snow, het belangrijkste biermerk, het best verkochte bier in China. In de 12 maanden tot juni 2006 verkocht CR Snow 45 miljoen hl bier, waarvan 21 miljoen hl van het merk Snow. CR Snow werd daarmee de grootste bierbrouwer van China met een marktaandeel van 15%. Tsingtao werd naar de tweede plaats verdrongen. Tussen 1998 en 2006 was de Chinese biermarkt jaarlijks gemiddeld met 8% gegroeid en werd in 2005 de grootste biermarkt ter wereld met een verkoopvolume van zo’n 300 miljoen hl. In 2010 had CR Snow een marktaandeel van 21% en verkocht het 92,8 miljoen hl bier in China.
In juli 2011 kocht CR Snow 49% aandelen van de Jiangsu Dafuhao brouwerijen en alle aandelen van de Shanghai Asia Pacific brouwerij van Heineken voor 870 miljoen yuan (US$ 134 miljoen).
Begin 2013 werd de overname bekend gemaakt van Kingway Brewery Holding, een transactie met een waarde van US$ 864 miljoen. Het in Hongkong beursgenoteerde Kingway had een capaciteit van 14,5 miljoen hl, verdeeld over zeven brouwerijen vooral in het zuiden van China, en produceerde in 2011 zo’n 9,3 miljoen hl bier. De resultaten van Kingway stonden onder druk door de hevige concurrentie, gestegen grondstofprijzen en hogere arbeidskosten.
In 2014 behaalde CRE een totale omzet van HK$ 169 miljard, waarvan HK$ 34,5 miljard met de bierverkopen. De winst op de bierverkopen was HK$ 730 miljoen, maar CRE leed een totaal verlies van HK$ 161 miljoen door negatieve resultaten van de overige activiteiten. Het verkocht 117 miljoen hl bier en per jaareinde had het de beschikking over 95 brouwerijen met een totale capaciteit van 200 miljoen hl per jaar.
In september 2015 volgde een grote reorganisatie. CRE verkocht alle niet-bieractiviteiten en alleen de bieractiviteiten zijn behouden. De bedrijfsnaam werd gewijzigd in China Resources Beer (Holdings) Company Ltd (CR Beer). Dit bedrijf behoudt een beursnotering aan de Hong Kong Stock Exchange. Het is een dochteronderneming van China Resources (Holdings) Company Limited (CRH) die op zijn beurt weer in handen is van China Resources National Corporation. China Resources Snow Breweries Ltd (CR Snow) is de belangrijkste werkmaatschappij van CR Beer.
Begin maart 2016 werd bekend dat AB InBev het aandelenbelang van 49% in CR Snow gaat verkopen aan CR Beer voor US$ 1,6 miljard. Deze laatste heeft al een belang van 51% in CR Snow. In oktober 2016 is deze transactie afgerond. Vanaf 2016 is het beleid drastische veranderd, er kwam meer focus op kosten en diverse brouwerijen zijn gesloten en het personeelsbestand werd ingekrompen. Verder kwam er meer aandacht voor premium segment bieren die tegen hogere prijzen wordt verkocht.
In augustus 2018 maakte Heineken bekend een aandelenbelang van 40% te nemen in CRH. Heineken betaalt hiervoor € 2,7 miljard, waarvan een deel met de Heineken activiteiten in het land wordt voldaan. CRH heeft een belang van bijna 52% in CR Beer waardoor Heineken – indirect – ongeveer een vijfde van de beursgenoteerde CR Beer in handen krijgt. Afgesproken is dat Heineken het Chinese merk Snow buiten China gaat introduceren en CR Beer gaat Heineken bier in China promoten. Op 29 april 2019 werd deze transactie afgerond.
In 2023 kocht CR Beer een belang van 55,2% in Guizhou Jinsha, een producent van baijiu. Baijui is een kleurloze gedistilleerde drank gemaakt van sorghum, maar andere granen worden ook gebruikt. De sterke drank bestaat voor tussen de 35% en 60% uit alcohol. Dit bedrijf wordt geconsolideerd en droeg RMB 2 miljard bij aan de omzet in 2023. 